# Émile De Wildeman
Émile Auguste Joseph De Wildeman (Sint-Joost-ten-Node, 1866 - 1947) fou un botànic belga. Es va especialitzar en l'estudi de fongs i falgures.

## Vida professional
Del 1883 al 1887 va fer estudis de Farmàcia a la Universitat Lliure de Brussel·les. El 1891 va començar a treballar al Jardí botànic nacional de Bèlgica, una institució on més endavant esdevindria el director. El 1892 va aconseguir el doctorat en ciències (supervisor acadèmic, Leo Errera) i el 1926 va adquirir el títol de professor. Com a responsable de l'herbari del Jardí Botànic de Bèlgica va viatjar a Àfrica i en va descobrir prop de 1000 espècies noves. També va estudiar la flora de Bèlgica i la de l'àrea de l'Estret de Magallanes. A més de la Botànica es va interessar en la Psicologia.

## Algunes publicacions
- 1903. Les espèces du genre "Haemanthus L." (sous-genre Nerissa Salisb.) Editor Polleunis et Ceuterick. Total pàgs: 37 .
- 1904. Tuiles végétales. Editor Imprimerie scientifique.Total pàgs: 7.
- 1905. Les phanérogames des Terres Magellaniques. Anvers. Total pàgs: 222 amb 23 litografies.
- 1906. Émile Laurent: esquisse biographique. Editor Société belge de microscopie. Total pàgs: 26.
- 1912. À propos du tabac au Congo belge. Editor Ceuterick.
- 1913. Documents pour l'ètude de la geo-botanique congolaise. Brussel·les. Total pàgs: 406, 26,5×18,5 cm, amb 116 imatges.
- 1914. Rubber recueil: eene reeks verhandelingen over rubber, in betrekking tot de botanie, de cultuur, de bereiding en den handel. Editor De Bussy.Total pàgs: 609.
- 1920. Mission forestière et agricole du comte Jacques De Briey au Mayumbe (Congo Belge). Editor Reynaert.Total pàgs: 468.
- 1923. Documents pour une monographie des espèces africaines du genre Vangueria Juss. Editor Goemaere.Total pàgs:28.
- 1924. Enquête sur l'extension des cultures indigènes dans les colonies tropicales. Editor Institut colonial international.Total pàgs: 31.
- 1938. Sur des plantes médicinales ou utiles du Mayumbe (Congo Belge). Brussel·les. Total pàg: 96.
- 1941. Une parenté systématique entre des organismes végétaux garantit-elle une constitution chimique analogue? Des propriétés chimiques, pharmacologiques ou industrielles, analogues, de produits végétaux garantissent-elles une parenté systématique des organismes producteurs. Volums 2-18 de Mémoires de la Classe des sciences, Académie royale de Belgique: Collection. Editor Palais acad. Total pàgs: 146.

## Abreviació
La seva abreviació de nom científic en taxonomies és de Wild. 
Va tenir una extensíssima producció taxonòmica en la identificació i nomenament de noves espècies. Existeixn 4.319 registres IPNI atribuïts a aquest botànic. Publicava habitualment en : Compt. Rend. Soc. Bot. Belg.; Repert. Spec. Nov. Regni Veg.; Pl. Bequaert.; Ann. Mus. Congo Belge, Bot.; Bull. Jard. Bot. État Bruxelles; Contrib. Fl. Katanga; Bull. Soc. Bot. Belg.; Miss. Em. Laurent; Herbario Horti Thenensis; Meded., Landbouwhogesch, Wageningen; Fl. Afr. Centr.; Bull. Herb. Boissier